# Arundinoideae
Arundinoideae, potporodica trava. Ime je dobila po rodu Arundo. Podijeljena je na tri tribusa.

## Opis
Soreng et al. (2015b) tretirali su Arundinoideae kao skupinu od 16 rodova u dva plemena, Arundineae i Molinieae, s grupom Crinipes (Crinipes, Leptagrostis, Nematopoa, Piptophyllum, Styppeiochloa i Zenkeria) Linder et al. (1997) i Barker et al. (1998.) smješten u Molinieae. Kellogg (2015) je prihvatio 18 rodova plus "Eragrostis walteri Pilg." [=Pratochloa walteri (Pilg.) Hardion] bez podplemenske pripadnosti (Hardion et al, u tisku). Soreng et al. (2015b) smjestio je Alloeochaete, Danthonidium i Phaenanthoecium u Danthonioideae, ali je također uključio Moliniopsis u Arundineae.
Nedavne filogenije cijelog kloroplasta potvrdile su generičke odnose unutar Arundinoideae identificirane prethodnim analizama gena kloroplasta (GPWG II, 2011.) i mješovitim morfološkim i molekularnim skupovima podataka (GPWG, 2001.). Na temelju analize plastoma, Teisher et al. (u tisku) je otkrio da su Crinipes i Styppeiochloa sestrinske, a da su preostale "krinipoidne" trave polifiletične, pri čemu se Nematopoa svrstavaju unutar Chloridoideae, a Alloeochaete i Dichaetaria unutar Panicoideae. Ovo potonje postavljanje je u suprotnosti s prethodnim Teisherovim preliminarnim analizama koje su Dichaetaria u Arundinoideae smjestile u položaj sestre Dregeochloa (Soreng et al., 2015b).
U novoj klasifikaciji prepoznajemo dva plemena i dva podplemena u Arundinoideae. Arundineae karakteriziraju ljuske koje su obično duge kao ili duže od najnižeg cvijeta i sadrže 17 vrsta u četiri roda: Amphipogon, Arundo, Dregeochloa i Monachather. Molinieae općenito imaju ljuske koje su kraće od najnižeg cvijeta i sadrže 24 vrste u 11 rodova. Moliniinae se sastoji od Hakonechloa, Molinia, Moliniopsis i Phragmites dok se Crinipinae sastoji od Crinipes, Elytrophorus, Styppeiochloa i Eragrostis walteri. Za tri roda u ovoj skupini, Leptagrostis, Piptophyllum i Zenkeria, još uvijek nedostaju molekularni podaci, a s obzirom na polifiletsku prirodu bivše krinipoidne skupine, vjerojatno je da je jedan ili više ovih rodova pogrešno smješteno u Arundinoideae (Hardion et al., u tisku.

## Rodovi
1. Tribus Arundineae Dumort
  1. Amphipogon R. Br. (9 spp.)
  2. Monachather Steud. (1 sp.)
  3. Dregeochloa Conert (2 spp.)
  4. Arundo L. (5 spp.)
2. Tribus Crinipedeae Hardion
  1. Crinipes Hochst. (2 spp.)
  2. Elytrophorus P. Beauv. (2 spp.)
  3. Pratochloa Hardion (1 sp.)
  4. Styppeiochloa De Winter (3 spp.)
3. Tribus Molinieae Jirasek
  1. Hakonechloa Makino ex Honda (1 sp.)
  2. Molinia Schrank (2 spp.)
  3. Moliniopsis Hayata (1 sp.)
  4. Phragmites Adans. (10 spp.)
  5. Subtribus Molinieae incertae sedis
    1. Leptagrostis C. E. Hubb. (1 sp.)
    2. Piptophyllum C. E. Hubb. (1 sp.)